# Deporte en Gibraltar

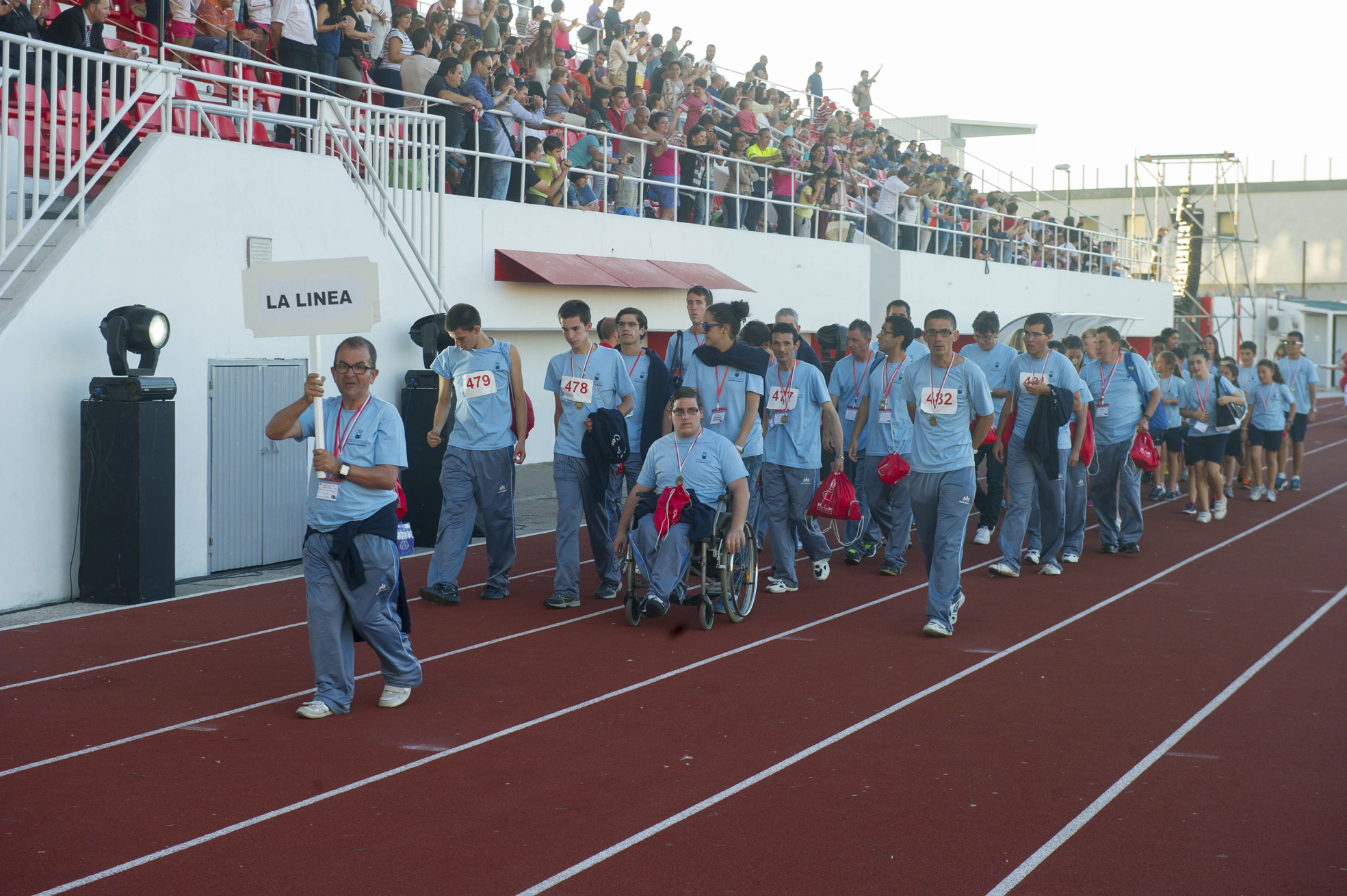
Inauguración de la XVII edición de los Juegos del Estrecho en el año 2014

El deporte forma una parte importante de la cultura gibraltareña y un espacio de convivencia entre los habitantes del peñón. Las prácticas deportivas en Gibraltar están fuertemente influenciadas por la presencia británica y en el pasado por la presencia militar.
Gibraltar tiene selecciones que han participado desde mediados del siglo XX en torneos internacionales en críquet, hockey, baloncesto. En el fútbol, Gibraltar fue admitido en la UEFA en 2013 y desde entonces participa en los torneos de la confederación.

## Resumen
| Fundación           | Asociaciones deportivas de Gibraltar                  | Selecciones nacionales                                                                                        | Competiciones deportivas, clubes y/o artículos relacionados |
| ------------------- | ----------------------------------------------------- | --- | --- |
| 1894                | Comité Olímpico de Gibraltar                          | | Juegos de las Islas. Juegos de la Mancomunidad |
| 1895                | Asociación de Fútbol de Gibraltar (GFA)               | Masculina, femenina, sub-20 masculina, sub-17 masculina, sub-19 masculina, futsal masculina, futsal femenina. | Liga Nacional. Rock Cup. Copa Pepe Reyes. Liga femenina. División 1 futsal. División 2 futsal. Futsal Rock Cup. Trofeo Luis Bonavia. Liga femenina de futsal. Liga Intermedia. Derbi de La Roca. Sistema de ligas de fútbol sala. |
| 1948                | Asociación de Hockey de Gibraltar (GHA)               | Masculina, femenina. Juveniles, sub-18, sub-16, sub-14.                                                       | Liga de Hockey (1.°, 2.° división y femenina). Copa Albert Ramagge. Campeonato de hockey 9s. |
| 1945                | Unión de Rugby de Gibraltar (GRFU)                    | Masculina, sevens, juveniles.                                                                                 | Súper IVs. Rugby Rock Cup. Campeonato de rugby 10s. Campeonato de rugby 7s (masc. y fem.). Gibraltar Barbarians R. C. |
| 6 de mayo de 1964   | Asociación Amateur de Baloncesto de Gibraltar (GABBA) | Masculina, femenina. Sub-18, sub-16 y sub-14 (masc. y fem.)                                                   | Liga de Baloncesto de Gibraltar (1.°, 2.° división y femenina). Trofeo Richie Buchanan (masc. y fem.). Fosters GABBA |
| 1960                | Asociación de Críquet de Gibraltar (GCA)              | Masculina | Liga Sénior (40 óvers). Copa Murto. Trofeo Wiggins Benrimoj. Liga Twenty20 (1.°, 2.° división y fememnina). Copa Iberia 2019. Gibraltar Premier League.                                                                           |
| 1991 (restablecida) | Asociación de Netball de Gibraltar (GNA)              | Femenina | Liga de Netball (1.°, 2.°, 3.° y 4.° división) |
| 1975                | Asociación de Vóleibol de Gibraltar (GVA)             | | Liga de Vóleibol (masculina, femenina, mixta y playa) |
| 1954                | Asociación Amateur de Atletismo de Gibraltar (GAAA)   | | Top The Rock (subida a la cima de el peñón) |
| 1975                | Asociación Amateur de Remo de Gibraltar (GARA)        | | Calpe Rowing Club. Mediterranean Rowing Club. Royal Gibraltar Yatch Club. |
| 1946                | Asociación Amateur de Natación de Gibraltar (GASA)    | | Tarik Waterpolo Gibraltar. |
| 2011                | Asociación de Ajedrez de Gibraltar (GCA)              | | Festival Internacional de Ajedrez de Gibraltar |
| 1956                | Asociación de Dardos de Gibraltar (GDA)               | | Campeonato Abierto de Dardos de Gibraltar. Gibraltar Darts Trophy |
| 1994                | Asociación de Billar y Snooker de Gibraltar (GBSA)    | | Campeonato Abierto de Gibraltar de Snooker |
| 1961                | Asociación de Squash de Gibraltar (GSA)               | | Campeonato Abierto de Squash de Gibraltar |
|                     | Asociación Amateur de Boxeo de Gibraltar (GABA)       | | Rumble On The Rock 2021 |
|                     | Federación de Tiro de Gibraltar (GSF)                 | | |
|                     | Asociación de Tenis de Mesa de Gibraltar (GTTA)       | | |
| 1968                | Asociación de Bádminton de Gibraltar (GBA)            | | |
|                     | Asociación de Tenis de Gibraltar (GTA)                | | |

## Fútbol
El fútbol es uno de los deportes más populares en Gibraltar. La Asociación de Fútbol de Gibraltar es una de las federaciones de fútbol más antiguas del mundo, y es la encargada de organizar la liga gibraltareña.
La selección de fútbol de Gibraltar fue admitida en 2006 como miembro provisional de la UEFA. Sin embargo, a principios de 2007, cuando se debía decidir por su plena admisión como miembro asociado, fue rechazada finalmente la propuesta. La Federación Española de Fútbol siempre ha estado en contra de esta posibilidad, y en 2002 advirtió a la UEFA de que en caso de admitir a Gibraltar retiraría a los clubes españoles y a su propia selección de las competiciones internacionales.
A pesar de las amenazas, el 1 de octubre de 2012 la UEFA admitió nuevamente a Gibraltar como miembro provisional y el 24 de mayo de 2013 fue definitivamente admitida como miembro de pleno derecho. En la Liga de las Naciones de la UEFA 2018-19 jugó en la Divisin D (4.°) y terminó en primer lugar de su grupo consiguiendo el ascenso a la Divisóin C para la Liga de las Naciones de la UEFA 2020-21.
A partir de la admisión, la selección gibraltareña ha disputado la Clasificación para la Eurocopa 2016 y la Clasificación de UEFA para la Copa Mundial de Fútbol de 2018. Además los equipos que juegan en la Primera División tienen la posibilidad de participar en la Liga de Campeones y en la Liga Europa.
- 1890 Regimental Cup: Black Watch Regiment D Company[6]
- Copa del Gobernador (Governor's Challenge Cup): Fue una copa de fútbol jugada anualmente entre los distintos batallones que se encontraban asentados en el peñón. La copa fue donada por Leicester Smyth.[7]
  - 1891: 1st Battalion off the Black Wash
  - 1892: 1st Battalion off the Black Wash
  - 1893: 1st Battalion off the Black Wash
  - 1984: 2nd Battalion King's Royal Rifles
  - 1895: 2nd Battalion East Lancashire Regiment[8]
  - 1944: Gibraltar United[9][10]
- Copa Elizabeth II 1954: Britannia F. C.[11]
- John Shephard Memorial Cup 2023: torneo de fútbol para veteranos.[12]

| Pos. | Equipo          | J | G | E | P | GF | GC | DG  | Pts |
| ---- | --------------- | - | - | - | - | -- | -- | --- | --- |
| 1    | Prince of Wales | 5 | 4 | 0 | 1 | 17 | 5  | 12  | 13  |
| 2    | St. Theresa     | 5 | 2 | 3 | 0 | 10 | 7  | 3   | 12  |
| 3    | Albion          | 5 | 1 | 3 | 1 | 10 | 10 | 0   | 10  |
| 4    | Royal Sovereign | 5 | 2 | 1 | 2 | 6  | 7  | -1  | 10  |
| 5    | Gibraltar       | 5 | 1 | 1 | 3 | 6  | 16 | -10 | 8   |
| 6    | Jubilee         | 5 | 0 | 2 | 3 | 4  | 8  | -4  | 7   |

## Rugby
El rugby, administrado por la Unión de Rugby de Gibraltar (GRFU, fundada en 1945), es un deporte también tradicional. la GRFU se encarga de organizar las competiciones domésticas y además está a cargo de la Selección de rugby de Gibraltar. En el plano local, actualmente existen 4 equipos: Ibex Bucaneers, DHL Europa Stormers, Inline Framing Straits Sharks y Sovereign Insurance Rock Scorpions. Todos ellos compiten anualmente en dos competiciones, una de liga, fundada en 2010, la U-mee Super IVs donde los 4 equipos se enfrentan bajo el sistema de todos contra todos 3 veces para un total de 9 partidos por club, y una competición de copa, la Rugby Rock Cup que cuenta con una ronda de semifinales y una final. En el pasado existió una liga local con tres equipos militares y uno de civiles, el Gibraltar Football Rugby Club que luego de dominar la liga local durante años y ante la disminución del personal militar y de equipos militares, decidió entrar en la Liga Andaluza de Rugby en 1992.

## Hockey
El hockey está administrado por la Asociación de Hockey de Gibraltar (GHA) que se convirtió en miembro pleno de la Federación Europea de Hockey en 1969.

## Baloncesto
El baloncesto (Asociación Amateur de Baloncesto de Gibraltar – GABBA. Fundada en 1964). Tuvo un equipo participando en las divisiones provinciales de Cádiz (6.º nivel español). El Fosters GABBA jugó en las ligas provinciales de Cádiz hasta desde la temporada 2004-05 hasta la temporada 2011-12. En la actualidad, un equipo femenino, el ULB Europa, juega en la liga de Cádiz bajo el auspicio de Europa F. C.
El basketball en Gibraltar fue introducido alrededor de 1957. La GABBA fue fundada en 1964, y los primeros partidos empezaron a jugarse en el Jhon Mackintosh Hall. Dada la enorme afluencia de público y a la falta de espacio en el JMH, los partidos se pasaron a jugar en las canchas abiertas de tenis en Hargraves Parade a partir de 1967. Dos años después se construyó una arena con espacio para espectadores en Landport Ditch con apoyo del Rotary Club Gibraltar y del cuerpo de Royal Engineers del ejército británico. Todos los partidos se jugaron en dicha arena hasta 1975, cuando el complejo deportivo del Estadio Victoria fue inaugurado. En 1986 la GABBA fue admitida como miembro de FIBA luego de haber hecho la solicitud en 1978. Durante este periodo el presidente de la asociación era Jhon Goncalves. Antes de ser presidida por Goncalves GABBA era dirigida por A. Duo.
Byside School B. C. fue fundado en 1984. Una competencia local conocida como Richie Buchanan Trophy es la más reconocida. 

## Netball
El netball en Gibraltar es un deporte de rápido crecimiento. La Asociación de Netball de Gibraltar se encarga de administrar el deporte así como de gestionar a la selección de netball de Gibraltar. La GNA se convirtió en miembro pleno de Netball Europe en octubre de 1995.
Presidentes de la GNA:
- Moria Gómez (durante 2016)[18]

En 1991 estaba presidida por Elaine Reynolds. La GNA se encuentra afiliada a Netball Europe y a la FIAN.
| Temporada | Primera División                                     | Segunda División                                     | Tercera División                                     | Cuarta División                                      | Copa D1                                              | Copa D2                                              | Copa D3                                              | Copa D4                                              |
| --------- | ---------------------------------------------------- | ---------------------------------------------------- | ---------------------------------------------------- | ---------------------------------------------------- | ---------------------------------------------------- | ---------------------------------------------------- | ---------------------------------------------------- | ---------------------------------------------------- |
| 1990-91   | PSA                                                  |                                                      |                                                      |                                                      |                                                      |                                                      |                                                      |                                                      |
| 1991-92   | Falcons                                              |                                                      |                                                      |                                                      |                                                      |                                                      |                                                      |                                                      |
| 2012-13   | Elite Travel                                         |                                                      |                                                      |                                                      |                                                      |                                                      |                                                      |                                                      |
| 2013-14   |                                                      |                                                      |                                                      |                                                      | Marbella Harriers                                    | 888sport                                             | Eastgate                                             | O'Hanas                                              |
| 2014-15   | Elite Travel                                         | Boca                                                 | Eastgate                                             | O'Hanas                                              |                                                      |                                                      |                                                      |                                                      |
| 2015-16   | Elite Travel                                         | Agones Alwani                                        | Marbella Jets                                        |                                                      | Elite Travel                                         | Eastgate                                             | Trendy Tips                                          |                                                      |
| 2016-17   | GJBS Élite                                           | Capurro Insurance                                    | Soho Magic                                           |                                                      | GJBS Elite                                           | Capurro Insurance                                    | Soho Magic                                           |                                                      |
| 2017-18   | Marble Arc                                           | Bavaria FCC                                          | Brightside                                           |                                                      |                                                      |                                                      |                                                      |                                                      |
| 2018-19   | Marble Arc                                           | CostaNets                                            |                                                      |                                                      |                                                      |                                                      |                                                      |                                                      |
| 2019-20   | suspendida por la pandemia de Covid-19 en Gibraltar. | suspendida por la pandemia de Covid-19 en Gibraltar. | suspendida por la pandemia de Covid-19 en Gibraltar. | suspendida por la pandemia de Covid-19 en Gibraltar. | suspendida por la pandemia de Covid-19 en Gibraltar. | suspendida por la pandemia de Covid-19 en Gibraltar. | suspendida por la pandemia de Covid-19 en Gibraltar. | suspendida por la pandemia de Covid-19 en Gibraltar. |
| 2020-21   | GJBS Élite                                           | Montagu Phoenixes                                    | MedComp                                              | Bavaria Dragonites                                   | Marble Arc                                           | MedComp/Restanos                                     | RICC                                                 | Gold Fever                                           |
| 2021-22   | GJBS Élite Europa                                    | 2 EY                                                 | Gold Fever                                           | Sea Wave                                             |                                                      |                                                      |                                                      |                                                      |
| 2022-23   | Marble Arc                                           | Belles                                               | British Forces Gib                                   | Manilva NC                                           |                                                      |                                                      |                                                      |                                                      |
| 2023-24   |                                                      |                                                      |                                                      |                                                      | Eastgate/Elite                                       | Costa Nets                                           | Goal Sisters                                         | Laguna VR Solutions                                  |

En 1991 se creó la GNA y antes del inicio de la temporada 1991-92, luego de desacuerdos con los jugadores y personal militar, se decidió crear dos competiciones: una para civiles y otra para militares (Combined Services League):
- 1991-92 Combined Services League: Falcons[20]

## Cricket
Administrado por la Asociación de Cricket de Gibraltar (GCA) que es miembro asociado del International Cricket Council desde 1969 y además es miembro del  European Cricket Council. A nivel local organiza una liga dividida en 2 divisiones, una copa y una supercopa. La competición más antigua es la Murto Cup, fundada en 1920.
- Presidente 2019-20: Sunil Chandiramani.
- Presidente 2021: Timothy Azopardi
- 1900 Governor's Cup:
- 1911 Governor's Cup: Royal Artillery
- 1925 Governor's Cup: S & D Cricket Team[45]
- Entrenador 2021: Paul Edgeller

| Año  | Senior League (40 overs) (verano) | Murto Cup (40 overs) (copa) (otoño) | Wiggins Benrimoj Shield (T20) (mayo) |
| ---- | --------------------------------- | ----------------------------------- | ------------------------------------ |
| 1967 |                                   | Gibraltar Civil Service CT          |                                      |
| 1984 |                                   | Gramarians CHC                      |                                      |
| 1991 |                                   | Combined Services                   |                                      |
| 1997 |                                   | Gibraltar CC                        |                                      |
| 1998 | Gibraltar CC                      |                                     |                                      |
| 2001 | UKCCC                             |                                     |                                      |
| 2002 |                                   | Gibraltar CC                        |                                      |
| 2003 | UKC CC                            | Gibraltar CC                        |                                      |
| 2004 | UKC CC                            | Gramarians CHC                      |                                      |
| 2005 | Gibraltar CC                      | Gramarians CHC                      | Gibraltar CC                         |
| 2006 | Calpe CC                          | Gibraltar CC                        | Gibraltar CC                         |
| 2007 | Calpe CC                          | Gibraltar CC                        | Gibraltar CC                         |
| 2008 | Calpe CC                          | Gibraltar CC                        | Mediterranean CC                     |
| 2009 | Gibraltar CC                      | Gibraltar CC                        | Gibraltar CC                         |
| 2010 | Barbarians CC                     | Barbarians CC                       | Barbarians CC                        |
| 2011 |                                   |                                     |                                      |
| 2012 | Barbarians CC                     | Mediterranean CC                    | Trafalgar Pirates                    |
| 2013 | Bavaria FCC.                      | Mediterranean CC                    | Trafalgar Pirates                    |
| 2014 |                                   | Gibraltar C.C.                      |                                      |
| 2018 | Barbarians CC                     |                                     |                                      |

| Año     | División 1 (T20)  | División 2 (T20)  | T20 Cup           | Supercopa (T20) | Indoor league        | Indoor cup   |
| ------- | ----------------- | ----------------- | ----------------- | --------------- | -------------------- | ------------ |
| 1991    | Lincoln           |                   |                   |                 |                      |              |
| 2005    | Calpe CC          |                   |                   | No jugado       |                      |              |
| 2006    | Trafalgar Pirates |                   |                   | No jugado       |                      |              |
| 2007    | Stan James        |                   | Trafalgar Pirates | No jugado       |                      |              |
| 2008    |                   |                   | Stan James CC     | No jugado       |                      |              |
| 2009    | Night Owls        |                   | Trafalgar Pirates | No jugado       |                      |              |
| 2010    | Stan James        | Sloggers          | Stan James        | No jugado       |                      |              |
| 2011    |                   | Bavaria FCC       |                   | No jugado       |                      |              |
| 2012    |                   | Rugby CC          | Night Owls        | No jugado       |                      |              |
| 2013    |                   | William Hill CC   | Barbarians CC     | No jugado       |                      |              |
| 2014    | Trafalgar Pirates | Stan James        | Barbarians C.C.   | No jugado       |                      |              |
| 2015    | Bet 365 CC        | Tarik B           | Bavaria FCC.      | No jugado       |                      |              |
| 2016    | Tarik CC          | Trafalgar Pirates | Bet 365 CC        | No jugado       |                      |              |
| 2017    | Tarik CC          | Stan James CC     | Rugby CC          | Tarik CC        | Tarik CC             |              |
| 2021    |                   |                   |                   |                 | Harding's Hurricanes | Calpe Giants |
| 2021-22 | Sloggers CC       |                   |                   |                 | Calpe Giants         |              |
| 2023    | Bavaria FCC       |                   |                   |                 |                      |              |

- 1991 Simon Allen Trophy (6s): Gibraltar CC[91]
- 2014 Plate Trophy: Rugby CC[65]
- 2015 Plate Trophy: Trafalagar Pirates[71][92]
- 2016 Plate Trophy: Tarik B[77][93]
- 2017 Plate Trophy: Stan James[94]
- 2017 Ivy League: Pink Buccaneers[95]
- 2022 T10 League: Calpe Giants
- 2022 George Shacaluga Memorial Cup: Kelvin and Niks ShakAttaks[96]

### Gibraltar Premier League
En el 2022 se decidió retomar el cricket en campo abierto luego de mantener la práctica en espacios cerrados durante varios años. Cuatro equipos fueron seleccionados por cuatro capitanes elegidos por Gibraltar Cricket: K. Ferrary, C. Harrison, A.Pai y I. Latin. La competición fue auspiciada por Dafabet.
| Temporada | Primero             | Segundo             | Tercero               | Cuarto              |
| --------- | ------------------- | ------------------- | --------------------- | ------------------- |
| 2022-23   | Lathbury Lightnings | Calpe Giants        | Mediterranean Vikings | Hardings Hurricanes |
| 2023      | Calpe Giants        | Lathbury Lightnings | Mediterranean Vikings | Hardings Hurricanes |

## Vóleibol
Sufre una caída después de la apertura de la Verja de Gibraltar: 480 miembros en 1978 y 228 en 1990. Administrado por la Asociación de Vóleibol de Gibraltar. En 1984 se afilió a la Confederación Europea de Voleibol.
Presidentes:
- Ángela Olivares (1991)[99]
- Tony Avellano
- Westside School fundado en 1984 por Amelia Segui, luego renombrado Agones SFC, se fusionó con Bavaria FCC a principios de 2020.
- Entrenador de vóleibol de playa: Nenad Tatic (1 de agosto de 2021)[100]

| Temporada | Liga femenina       | Liga masculina    | 2.° Div. Fem. | Copa de la liga masc. | Copa de la liga fem. |
| --------- | ------------------- | ----------------- | ------------- | --------------------- | -------------------- |
| 1988-89   |                     | City Fire Brigade |               |                       |                      |
| 1989-90   | Glacis United       | City Fire Brigade |               |                       |                      |
| 1990-91   | Mitsubishi Motors   | City Fire Brigade | Stag Bros     | City Fire Brigade     | Mitsubishi Motoros   |
| 2013-14   | William Hill Belles |                   |               |                       |                      |
| 2014-15   |                     |                   |               |                       | Agones SFC           |
| 2015-16   | Magic 8s            |                   |               |                       |                      |
| 2016-17   | Agones SFC          | Balban Electric   |               |                       | Agones SFC           |
| 2017-18   | Agones SFC          |                   |               |                       |                      |
| 2018-19   | Agones SFC          |                   |               |                       |                      |
| 2019-20   | Bavaria FCC         |                   |               |                       |                      |
| 2021      | Bavaria FCC         | Thryft            |               |                       |                      |
| 2021-22   | Bavaria FCC         | GIB Polonia       |               | GIB Polonia           | Bavaria FCC          |
| 2022-23   | DAMEX               | GIB Polonia       | First Choice  | GIB Polonia           | Bavaria FCC          |

Corporate League (voleibol de playa)
- 2021: Deloitte

## Atletismo
El atletismo en Gibraltar está administrado por la Asociación Amateur de Atletismo de Gibraltar (GAAA). En 1991 en las competiciones tradicionales, participaron 6 clubes y más de 60 atletas de manera individual: Calpeans, Lourdians, Combined Services, RAF (RU), Málaga A. C. y Algeciras A. C. (Esp.) Maurice Turnock presidente durante el 2021.
Entre las competencias más tradicionales se encuentran la Top of The Rock Race (Carrera a la cima de La Roca) una competición que consiste en subir corriendo hasta la cima del peñón de Gibraltar, tiene una distancia total de 2.75 millas (4.426 km), empieza al nivel del mar y termina por encima de los 300 m s. n. m..  
| Año  | Top of The Rock                       | Top of The Rock         | 10 km Round The Rock               | 10 km Round The Rock     |
| Año  | Individual masculino                  | Femenino                | Individual masculino               | Femenino                 |
| ---- | ------------------------------------- | ----------------------- | ---------------------------------- | ------------------------ |
| 1991 | Richard Muscat (Calpenas, 19:05 min.) |                         | Pedro Delgado (Málaga Club)        | Suzzane Romero           |
| 2012 |                                       |                         | Kelvin Gomez (34:20)               | Sarah Bullman (40:08)    |
| 2013 | Marcus O'Toole (22:17)                | Allison Edwards (23:39) | Kelvin Gomez (34:40)               | Angelica Weyrich (51:20) |
| 2014 |                                       |                         |                                    |                          |
| 2015 |                                       |                         |                                    |                          |
| 2016 | Arnold Rogers (20:32)                 | Joana Ullger (32:40)    | Francisco J. Vera (35:02)          | Alison Edwards (41:58)   |
| 2017 |                                       |                         |                                    |                          |
| 2018 | Arnold Rogers                         |                         | Arnold Rogers                      |                          |
| 2019 | Francisco Rosas Melgar                |                         | Mario Torres Delgado (35:17)       | Tamara Tsiklauri (44:27) |
| 2020 | Chris Pearce (Calpeans, 21:29)        | Alison Edwards (25:43)  | Arnold Rodgers (33:57)             | Kim Baglietto (42:04)    |
| 2021 | Arnold Rogers (19:39)                 | Allison Edwards (26:27) | Arnold Rogers, Kevin Gomez (34:47) | Tamara Tsklauri (43:26)  |
| 2022 | Robert Matto (22:35)                  | Allison Edwards (26:48) | Ben Reeves (36:10)                 | Kim Baglietto (40:25)    |
| 2023 | Robert Matto (24:22)                  | Kim Baglietto (28:32)   |                                    |                          |

- Top of The Rock clubes:
  - 1991: Lourdians A. C.[108]
- 10 km Round The Rock Race clubes: 
  - 1991: Calpeans A. C.[107]
- Rock Runners League:
  - 1990-91: Calpeans Athletic Club (25.° título desde la  fundación del club en 1958)
  - 1991-92: Lourdians Athletic Club
  - 2019-20: Lourdians A. C. (masculino), Lourdians A. C. (femenino)[123]
  - 2021-22: Lourdians A. C. (masculino), Lourdians A. C. (femenino)[124]
  - 2022-23: Calpeans A. C.  (masculino), Lourdians A. C. (femenino)
- Media Maratón Internacional de Gibraltar: 
  - 2011: Kelvin Gomez (1:16:37), Meenal Viz (1:59:56)
  - 2013: Kelvin Gomez (1:11:08), Allison Edwards (1:23:48)[125]
  - 2016: Arnold Rogers (1:13:54)
  - 2018: Arnold Rogers (1:12:23)[126]
  - 2021: Richard Blagg (masculino: 76:40), Kim Baglietto (femenino: 90:13, 11.°)[127]
  - 2022: Arnold Rogers (1:10:21)
  - 2023: Arnold Rogers (1:13:21), Kim Baglietto (femenino: 1:24:03, 5.°)[128]
- Danny Barton Mile: 
  - 2013: Kelvin Gomez (4:39)[129]
  - 2020: Jessy Franco (4:40)[130]
  - 2021: Arnold Rogers (4:34)[131]
  - 2022: Arnold Rogers (4:39)[132][133]
  - 2023: Richard Blagg (4:57), Catherine Rogers (6:03)[134][135]

## Billar y snooker
El billar y el snooker están bajo administración de la Asociación de Billar y Snooker de Gibraltar (GBSA). Presidente 2016-17: Sean Galligan.
En el pasado el ente organizaba una liga con varias divisiones para el billar: 
| Temporada | División A | División B     | División C   | Skol Cup   |
| --------- | ---------- | -------------- | ------------ | ---------- |
| 1989-90   | GSP        |                |              |            |
| 1990-91   | GSP        | North Star Bar | St. Bernards | La Cantina |
| 1991-92   | La Cantina | Royal Oak B    |              | GSP        |

Por otra parte, para el snooker existían otros campeonatos.
- 1969 Indoor Championship: A. Cowan (snooker)
- 1969 Indoor Championship: Charles Caruana (billar)
- 1991 Deward's Open:  Darren Harvey[139]
- 1992 Deward's Open:
- 1990 Lewis Stagneto Open: Charles Caruana
- 1991 Lewis Stagnetto Open:  Richard Lacey[140]
- 1988 I Doubles Grouse Tournamente: Charles Caruana y Henry Zayas[141]
- 1989 II Doubles Grouse Tournamente: Muketh Bakhru y Ramu Daswani[141]
- 1990 III Doubles Grouse Tournamente: Charles Caruana y Henry Zayas[141]
- 1991 IV Doubles Grouse Tournamente: Charles Caruana y Henry Zayas[142]
- 1992 V Doubles Grouse Tournamente: Dave Harvey y Gary Lynk[141]
- 2005-06 Liga de clubes: Barentertainment

Desde 2015 la GBSA organiza el Campeonato Abierto de Gibraltar de Snooker que se juega anualmente y forma parte de temporada oficial de dicho deporte. Su centro de reuniones y encuentros es The Crucible Club y además organizan competiciones de liga:
| Temporada | División 1      | División 2          |
| --------- | --------------- | ------------------- |
| 2013-14   | Lee Prickman    | James Neish         |
| 2015-16   | Lee Prickman    | Peter Bensadon      |
| 2016-17   | Lee Prickman    | Charlie Bear        |
| 2017-18   | Lee Prickman    | Daniel Lavagna      |
| 2018-19   | Gareth López    | No hubo             |
| 2019-20   | Lee Prickman    | No hubo             |
| 2020-21   | Lee Prickman    | Paul Mcleod         |
| 2021-22   | Micheal J. Kane | Lawrence Sissarello |

### Asociación de Pool de Gibraltar
Presidente durante 2023 Gerry Brunt
- 2006 Gibraltar Pool Open: Julian McGrail

Desde 2017 y hasta 2022 acogió cada año el World Pool Masters, un torneo de pool (bola 8). 
| Año  | Campeón                                             | Resultado                                           | Subcampeón                                          |
| ---- | --------------------------------------------------- | --------------------------------------------------- | --------------------------------------------------- |
| 2017 | David Alcaide                                       | 8 - 7                                               | Jayson Shaw                                         |
| 2018 | Niels Feijen                                        | 8 - 4                                               | Shane Van Boening                                   |
| 2019 | David Alcaide                                       | 9 - 8                                               | Alexander Kazakis                                   |
| 2020 | Cancelado por la pandemia de Covid-19 en Gibraltar. | Cancelado por la pandemia de Covid-19 en Gibraltar. | Cancelado por la pandemia de Covid-19 en Gibraltar. |
| 2021 | Alexander Kazakis                                   | 9 - 0                                               | Shane Van Boening                                   |
| 2022 | Joshua Filler                                       | 9 - 6                                               | Lo Ho Sum                                           |

Liga de verano:
- 2019: Fec Stars 5 - 4 Pirates

Liga de Bola 9:
- 2022: Michael Vasquez[154]

## Dardos
La Asociación de Dardos de Gibraltar (GDA) administra y organiza competiciones de dardos, fue fundada en 1958 y es miembro de la Corporación Profesional de Dardos (PDC) y de la World Darts Federation desde 1977.
- Campeón en los 50s: Glacis Social Club[155]

Lista de ganadores del Campeonato Abierto de Gibraltar de Dardos:
| Año  | Ed.   | Masculino        | Femenino               | Juvenil masc.    | Juvenil fem.         |
| ---- | ----- | ---------------- | ---------------------- | ---------------- | -------------------- |
| 1985 | I     | James King       |                        |                  |                      |
| 2000 | II    | George Federico  |                        |                  |                      |
| 2001 | III   | Tony Dawkins     |                        |                  |                      |
| 2004 | IV    | Mark Jones       |                        |                  |                      |
| 2005 | V     | Tab Hunter       |                        |                  |                      |
| 2006 | VI    | Wayne Davies     | Louise Simmonds        |                  |                      |
| 2007 | VII   | Carlos Rodríguez | Magaret Ferguson       |                  |                      |
| 2008 | VIII  | Federico Pozo    | Louise Carroll         |                  |                      |
| 2009 | IX    | John Ferrell     | Carole Frison          | Jeremy Cruz      |                      |
| 2010 | X     | Chris Cooper     | Christine Readhead     | Jeremy Cruz      |                      |
| 2011 | XI    | Andrew Gilding   | Shelly Bontoft Gash    | Kane Jacklin     |                      |
| 2012 | XII   | Dyson Parody     | Laura Damont           | Derek Park       | Catherine Bjornestol |
| 2013 | XIII  | Edward Brooks    | Christine Readhead     | Nathan Street    | Katarina Egebakken   |
| 2014 | XIV   | Mark Budd        | Paula Jacklin          | Shane Doherty    | Malene Fredriksen    |
| 2015 | XV    | John Ferrell     | Susanna Young          | Nathan Street    | Silvia Sánchez       |
| 2016 | XVI   | Ian Jopling      | Mercedes De los Santos | David Rodríguez  | Melanie Vilerio      |
| 2017 | XVII  | Brain Lokken     | Elin Mortensen         | Víctor Rodríguez | Carla Arimani        |
| 2018 | XVIII | Gabriel Pascaru  | Elin Mortensen         | Craig Galliano   |                      |
| 2019 | XIX   | Dyson Parody     | Paula Jacklin          | Justin Hewitt    |                      |
| 2021 | XX    | Gavin Smith      | Laura Turner           | Cayden Smith     |                      |
| 2022 | XXI   | Paul Marsh       | Diane Nash             | Justin Hewitt    |                      |
| 2023 | XXII  | Daniel Zapata    | Sophie McKinlay        | Kilian Perales   |                      |

Otros torneo menores jugados:
- 1969 Indoor Championship: J. Goldwyn
- 1973 Christian Brother's Cup: St. Theresa's Social Club (fundado en 1953)
- 1989-90 Individual Open:  Francis Taylor[157]
- 1990-91 Individual Open:  John Reidy[157]
- 1990-91 Classic Open:  George Federico[158]
- 1991 V Rentokil Open:   Alfred King[159]
- 2021 George Federico Tournament: Justin Hewitt

La Friendship Cup fue creada den 1979:
- 2018: St. Theresa's
- 2022: St. Theresa's[160]

Además la GDA organiza una liga local llamada Jhon Reydi League  que cuenta con dos divisiones. Resultado de la liga de la liga local:
| Temporada | División 1                   | División 2             | Copa                           |
| --------- | ---------------------------- | ---------------------- | ------------------------------ |
| 1986-87   |                              |                        | The Venture Inn                |
| 1987-88   |                              |                        | The Venture Inn                |
| 1988-89   |                              |                        | The Venture Inn                |
| 1989-90   |                              |                        | The Venture Inn                |
| 1990-91   | The Venture Inn              |                        | The Venture Inn                |
| 1991-92   |                              |                        |                                |
| 2005-06   | College Cosmos               | Cannon Bar             | Gib United - R&J Refrigeration |
| 2006-07   | R&J Cosmos                   | Laguna T. A. S. C.     |                                |
| 2007-08   | College Cosmos               | Stan James-Victoria    |                                |
| 2008-09   | R&J Varyl Begg               | Rock Cosmos            |                                |
| 2009-10   | R&J Varyl Begg               | Shipmates              |                                |
| 2010-11   | R&J College                  | St. Joseph's "B"       |                                |
| 2011-12   | R&J College                  | Manchester United Port |                                |
| 2012-13   | R&J College                  | Charlie's Tavern       |                                |
| 2013-14   | R&J College                  | St. Theresa's F. C.    |                                |
| 2014-15   | Sports Injury Clinic Costums | I. P. A. Bolaños       | Sports Injury Clinic Customs   |
| 2015-16   | Sports Injury Clinic Costums | Mons Calpe S. C.       | Mons Calpe S. C.               |
| 2016-17   | Lincoln Red Imps             | Mons Calpe "B"         |                                |
| 2017-18   | Mons Calpe "A"               | Glacis A. S. A.        |                                |
| 2018-19   | St. Theresa's "A"            | Glacis United          | St. Theresa's "A"              |
| 2019-20   | St. Theresa's "A"            | St. Theresa's "B"      |                                |
| 2022-23   | Colelge 501                  |                        |                                |

- 1991 GDA Guinness Open: John Reidy (se clasificó al World Masters)
- 1991 Plate Trophy: Gibraltar United
- 1950: Glacis Social Club[169]
- 19890 XXXIII Trebles Championship: The Venture Inn[170]
- 19991 XXXIV Trebles Championship: The Venture Inn[170]
- 1992 XXXV Trebles Championship: Gibraltar United F. C.[171]
- 2022-23 Youth Super League: Nico Bado (1.° División), Shane Martinez (2.° División)[172]

Super League: una liga que se juega de manera individual:
| Año     | División 1      | División 2        |
| ------- | --------------- | ----------------- |
| 2006-07 | Dylan Duo       | Francis Julian    |
| 2007-08 | Dylan Duo       | Darren Olivero    |
| 2008-09 | Henry Zapata    | Alex Nuñez        |
| 2009-10 | George Federico | Charles Borastero |
| 2010-11 | Dylan Duo       | Nicky Cumbo       |
| 2011-12 | George Ramos    | Charles Borastero |
| 2012-13 | George Federico | Sam Burke         |
| 2013-14 | Dylan Duo       | Brian Consigliero |
| 2014-15 | Dyson Parody    | Antony Lopez      |
| 2015-16 | Dyson Parody    | Jeremy Cruz       |
| 2016-17 | David Francis   | Sean Negrette     |
| 2017-18 | Dylan Duo       | Karl Sene         |
| 2018-19 | Justin Hewitt   | Daryl Vassallo    |
| 2019-20 | Dylan Duo       | Jayce Asquez      |
| 2020-21 |                 |                   |
| 2021-22 | Justin Hewitt   | Nico Bado         |
| 2022-23 |                 |                   |

Campeonatos de dobles y triples:
| Año     | Campeones dobles              | Campeones triples                                |
| ------- | ----------------------------- | ------------------------------------------------ |
| 2005-06 | Dylan Duo, Dyson Parodi       | Justin Broton, Dylan Duo, Dyson Parodi           |
| 2006-07 | Dylan Duo, Henry Zapata       | Angel Broton, George Federico, Francis Taylor    |
| 2007-08 | Dylan Duo, Henry Zapata       | Alan Kimberley, Gerger Ramos, Francis Taylor     |
| 2008-09 | Dylan Duo, Henry Zapata       | George Federico, Stefan Federico, Alan Kimberley |
| 2009-10 | Dylan Duo, Henry Zapata       | Justin Broton, Dylan Duo, Henry Zapata           |
| 2010-11 | Justin Broton, Manolo Vilerio | Justin Broton, Dylan Duo, Henry Zapata           |
| 2011-12 | Geroge Ramos, Francis Taylor  | George Federico, Gerger Ramos, Francis Taylor    |
| 2012-13 | Justin Broton, Manolo Vilerio | Justin Ghio, Antony Lopez, Adrian Monteverde     |
| 2013-14 | Dylan Duo, Henry Zapata       | Justin Broton, Dylan Duo, Henry Zapata           |
| 2014-15 | Dylan Duo, Dyson Parodi       | Kian Hansen, Antony Lopez, Henry Zapata          |
| 2015-16 | Dylan Duo, Henry Zapata       | David Francis, Kian Hansen, Kyle Montovio        |
| 2016-17 | Dylan Duo, Henry Zapata       | Justin Broton, John Martin, Manuel Vilerio       |
| 2017-18 | Justin Broton, Manolo Vilerio | Jarvis Bautsta, Justin Hewitt, Sean Negrette     |
| 2018-19 | Carlos Muñoz, Daryl Vassallo  | Jarvis Bautsta, Nicky Cumbo, Carlos Muñoz        |
| 2019-20 |                               | Barry McLaren, Carlos Muñoz, Daryl Vassallo      |

La GDA además organiza el Gibraltar Darts Trophy que es parte del circuito europeo del PDC Pro Tour. También tiene a cargo la organización de un equipo nacional para representar a Gibraltar en competiciones internacionales.
| Año  | Campeón            | Res.       | Subcampeón      |
| ---- | ------------------ | ---------- | --------------- |
| 2013 | Phil Taylor        | 6–1        | Jamie Lewis     |
| 2014 | James Wade         | 6–4        | Steve Beaton    |
| 2015 | Michael van Gerwen | 6–3        | Terry Jenkins   |
| 2016 | Michael van Gerwen | 6–2        | Dave Chisnall   |
| 2017 | Michael Smith      | 6–4        | Mensur Suljović |
| 2018 | Michael van Gerwen | 8–3        | Adrian Lewis    |
| 2019 | Krzysztof Ratajski | 8–2        | Dave Chisnall   |
| 2020 | Cancelado.         | Cancelado. | Cancelado.      |
| 2021 | Gerwyn Price       | 8–0        | Mensur Suljović |
| 2022 | Damon Heta         | 8–7        | Peter Wright    |

Desde 2023 se juega el Clásico de Gibraltar, un torneo auspiciado por la Federación Internacional de Dardos.
| Año  | Masculino     | Femenino          | Juvenil        |
| ---- | ------------- | ----------------- | -------------- |
| 2023 | Daniel Zapata | Christine Redhead | Kilian Perales |

## Ajedrez
En 2011 se formó la Asociación de Ajedrez de Gibraltar que organiza anualmente el Festival Internacional de Ajedrez de Gibraltar competición en la que han participado grandes maestros como Maxime Vachier-Lagrave y Shakhriyar Mamedyarov.
Lista de ganadores:
| Año  | Ganador                                                                 | Líder femenina                                                                             |
| ---- | ----------------------------------------------------------------------- | ------------------------------------------------------------------------------------------ |
| 2003 | Vasilios Kotronias Nigel Short                                          | Nora Medvegy                                                                               |
| 2004 | Nigel Short                                                             | Pia Cramling                                                                               |
| 2005 | Levon Aronian Zahar Efimenko Kiril Georgiev Alexei Shirov Emil Sutovsky | Ketevan Arakhamia-Grant Viktorija Cmilyte Pia Cramling Iweta Radziewicz Almira Skripchenko |
| 2006 | Kiril Georgiev                                                          | Antoaneta Stefanova                                                                        |
| 2007 | Vladimir Akopian                                                        | Jovanka Houska                                                                             |
| 2008 | Hikaru Nakamura                                                         | Ketevan Arakhamia-Grant                                                                    |
| 2009 | Peter Svidler                                                           | Nana Dzagnidze                                                                             |
| 2010 | Michael Adams                                                           | Natalia Zhukova                                                                            |
| 2011 | Vassily Ivanchuk                                                        | Nana Dzagnidze                                                                             |
| 2012 | Nigel Short                                                             | Hou Yifan                                                                                  |
| 2013 | Nikita Vitiugov                                                         | Zhao Xue                                                                                   |
| 2014 | Ivan Cheparinov                                                         | Mariya Muzychuk                                                                            |
| 2015 | Hikaru Nakamura                                                         | Hou Yifan                                                                                  |
| 2016 | Hikaru Nakamura                                                         | Anna Muzychuk                                                                              |
| 2017 | Hikaru Nakamura                                                         | Ju Wenjun                                                                                  |
| 2018 | Levon Aronian                                                           | Pia Cramling                                                                               |
| 2019 | Vladislav Artemiev                                                      | Tan Zhongyi                                                                                |
| 2020 | David Paravyan                                                          | Tan Zhongyi                                                                                |
| 2022 | Bilel Bellahcene                                                        | Mariya Muzychuk                                                                            |

- 1969 Patron Chess Cup: G. White

## Deportes de raqueta

### Squash
La organización y control está a cargo de la Asociación de Squash de Gibraltar (GSA) que fue fundada en 1961. Los primeros torneos de Squash se organizarón en 1962.Sin embargo se pueden encontrar reportes en la British Squash and Tennis Magazine de 1957 que ya hablan de la práctica de este deporte en el peñón. En 1969 se formó The Gibraltar Squash Rackets Club una organización predecesora de la GSA. En 1994 Mari Montegriffo inaugura las pistas de South Barrack Road para la práctica del deporte. Resumen de la temporada 1991: Gibsport, Issue 10, página 16. Marilou Benson presidente durante 1992, Ronald A. Barabich presidente (durante 2006, durante 2013). Presidente 2023: Barry Brindle.   
- Gibraltar Rackets Club "A" League / Premier League:
  - 1990-91: Winston Rackets (masc.)[195]
  - 1991-92: BP Squash[196]
  - 1997-98: Wines Direct[197]
  - 2005-06: Aon Attack
  - 2014-15: Eastgate
  - 2019-20: AMS Borders[198]
  - 2020-21: Astral Ship[199]
  - 2022-23: Zmar AV[200]
- Gibraltar Rackets Club "A" League Cup:
  - 1991: Team Fanta[195]
  - 2006: Aon Attack
  - 2022: Safety Solutions[201]
  - 2023: Zmar AV[202]
- B League / Division 1:
  - 1990-91: Reliance Scala[203]
  - 1997-98: Carlisle[197]
  - 2020-21: Bavaria F. C. C.[204]
  - 2022-23: Jolly Parrot[205]
- C League / Division 2:
  - 1997-98: Norwich & Peterborough[197]
  - 2022-23: Jolly Parrot
- D League / Division 3: 
  - 1997-98: AVO Electrical[197]
  - 2022-23: Eastgate

Actualmente cuenta  con un aliga local con dos divisiones y 16 equipos en la segunda división. El club multideportivo Bavaria FCC se unió a la liga en 2020.
La GSA organiza anualmente el Campeonato Abierto de Squash de Gibraltar que forma parte del PSA World Tour de la Asociación Profesional de Squsah.
| Año  | PSA Open              | PSA Open (femenino) | GSA Open         | GSA Open (femenino) |
| ---- | --------------------- | ------------------- | ---------------- | ------------------- |
| 1994 | Marcus Hall           | Mari Montegriffo    |                  |                     |
| 1995 | S. Licudi             | M. Sene             |                  |                     |
| 1996 | S. Licudi             | E. Danino           |                  |                     |
| 1997 | S. Licudi             | Mari Montegriffo    |                  |                     |
| 1998 | Tim Garner            | Mari Montegriffo    |                  |                     |
| 1999 | Tim Garner            | S. Brind            |                  |                     |
| 2000 | Tim Garner            | P. Nimmo            |                  |                     |
| 2001 | S. Licudi             | K. Banks            |                  |                     |
| 2002 | S. Ayling             | E. Hanson           |                  |                     |
| 2003 | Marcus Hall           | Gail Attias         |                  |                     |
| 2004 | T. Hands              | E. Day              |                  |                     |
| 2005 | Domagoj Spoljar       |                     |                  |                     |
| 2006 | Ben Ford              | Gail Attias         |                  |                     |
| 2007 | Ben Ford              |                     |                  |                     |
| 2008 | Ben Ford              |                     |                  |                     |
| 2009 | Jonah Barrington      |                     |                  |                     |
| 2010 | Tom Pashley           |                     |                  |                     |
| 2011 | Ben Ford              |                     |                  |                     |
| 2012 | Peter Creed           |                     |                  |                     |
| 2013 | Jan Koukal            |                     |                  |                     |
| 2014 | Raphael Kandra        |                     |                  |                     |
| 2015 | Kristian Frost Olesen |                     |                  |                     |
| 2016 | Jan Koukal            | Abby Hicks          |                  |                     |
| 2017 | Sebastien Bonmalais   |                     |                  |                     |
| 2018 | Aqeel Rehman          | Abby Hicks          |                  |                     |
| 2019 | Angus Gillams         |                     | Iván Flores Vela | Sara Neller         |
| 2021 | Nick Wall             | Alison Thomson      | Robert Downer    | Sofía Matheos       |
| 2022 | James Peach           | Rana Ismail         | Joel Arscott.    | Asia Harris.        |
| 2023 | Velavan Senthilkumar  | Marta Dominguez     | Elliott Morris   | Sofía Matheos       |

- Circuito Andaluz 2016:  Neil Macarron[222]
- Circuito Andaluz 2020:  Iván Flores Vela[223]

Torneo cerrado de Gibraltar:
| Año  | Masculino        | Femenino      |
| ---- | ---------------- | ------------- |
| 2006 | Antony Brindle   |               |
| 2017 | Christian Navas  | Jessica Gomez |
| 2019 | Christian Navas  | Jessica Gomez |
| 2021 | Christian Navas  | Jésica Gómez  |
| 2022 | Iván Flores Vela | Leanne Moreno |
| 2023 | Iván Flores Vela | Leanne Moreno |

### Bádminton
El bádminton está regido por la Asociación de Bádminton de Gibraltar (GBA). El bádminton fue introducido en Gibraltar por el personal militar en 1958. Desde ese entonces se celebraron campeonatos locales principalmente dominados por los equipos militares.
En 1968 se formó la GBA, que tuvo como primer presidente a L. Andlaw. En 1977 la GBA organizó los primeros Campeonatos Nacionales de Gibraltar. Finalmente en 1986 fue admitida como miembro de la Unión Europea de Bádminton y de la Federación Internacional de Bádminton.
Presidente en 2023: Kasper Thy Jessen
La GBA organiza además las competiciones locales como los campeonatos nacionales y la liga local.
Recopilación de la memoria institucional de la GBA:
| Año       | Individual masculino                                 | Individual femenino                                  | Dobles masculino                                     | Dobles femenino                                      | Dobles mixto                                         | Clubes                                               |
| --------- | ---------------------------------------------------- | ---------------------------------------------------- | ---------------------------------------------------- | ---------------------------------------------------- | ---------------------------------------------------- | ---------------------------------------------------- |
| 1989      | Ivan De Haro                                         | Melisa Camilleri                                     | Ivan De Haro                                         | Melisa Camilleri                                     | Ivan De Haro / Melisa Camilleri                      |                                                      |
| 1990      | Ivan De Haro                                         | Melisa Camilleri                                     | Ivan De Haro                                         | Melisa Camilleri                                     | Ivan De Haro / Melisa Camilleri                      |                                                      |
| 1991      | Ivan De Haro                                         | Melisa Camilleri                                     | Ivan De Haro                                         | Melisa Camilleri                                     | Ivan De Haro / Melisa Camilleri                      |                                                      |
| 1992      | Ivan De Haro                                         | Melisa Camilleri                                     | Ivan De Haro / Chris Gómez                           | Melisa Camilleri / Jasmine Reyes                     | Ivan De Haro / Melisa Camilleri                      |                                                      |
| 2011      | Ivan De Haro                                         | Alison Avellano                                      | I. De Haro / C. Allan                                | A. Avellano / S. Gordon                              | K. T. Jessen / A. Avellano                           | Gibral-Flora                                         |
| 2012      | Ivan De Haro                                         | Alison Avellano                                      | I. De Haro / C. Allan                                | A. Avellano / S. Gordon                              | I. De Haro / S. Gordon                               | Gibral-Flora                                         |
| 2013      | Ivan De Haro                                         | Alison Avellano                                      | I. De Haro / C. Allan                                | A. Avellano / S. Gordon                              | K. T. Jessen / A. Avellano                           | Gibral-Flora                                         |
| 2014      | Kasper Thy Jessen                                    | Alison Jessen                                        | I. De Haro / J. Linares                              | A. Jessen / S. Gordon                                | K. T. Jessen / A. Jessen                             | Jyske Bank                                           |
| 2015      | Kasper Thy Jessen                                    | Sevelanne Newsham                                    | I De Haro / J. Linares                               | A. Jessen / S. Newsham                               | K. T. Jessen / A. Jessen                             | Jyske Bank                                           |
| 2016      | Kasper Thy Jessen                                    | Chantal De'Ath                                       | K. T. Jessen / C. Avellano                           | A. Jessen / C. De'Ath                                | K. T. Jessen / A. Jessen                             | Jyske Bank                                           |
| 2017      | Kasper Thy Jessen                                    | Ina Lungova                                          | K. T. Jessen / C. Avellano                           | A. Jessen / C. De'Ath                                | K. T. Jessen / A. Jessen                             | Gibral-Flora                                         |
| 2018      | Kasper Thy Jessen                                    | Ina Lungova                                          | I. De Haro / M. Hodgson                              | I. Lungova / C. De'Ath                               | J. Linares / I. Lungova                              | Gibral-Flora                                         |
| 2019      | Kasper Thy Jessen                                    | Alison Jessen                                        | K. T. Jessen / C. Avellano                           | A. Jessen / C. De'Ath                                | J. Linares / C. De'Ath                               | Translube                                            |
| 2020-2021 | Suspendido por la pandemia de Covid-19 en Gibraltar. | Suspendido por la pandemia de Covid-19 en Gibraltar. | Suspendido por la pandemia de Covid-19 en Gibraltar. | Suspendido por la pandemia de Covid-19 en Gibraltar. | Suspendido por la pandemia de Covid-19 en Gibraltar. | Suspendido por la pandemia de Covid-19 en Gibraltar. |
| 2022      | James Linares                                        | Alison Jessen                                        | Ivan De Haro / James Linares                         | Alison Jensen / Chantal De'Ath                       | James Linaes / Chantal De'Ath                        |                                                      |

### Tenis
El tenis en Gibraltar estuvo promocionado por años por el Lawn Tenis Club hasta la formación de la Asociación de Tenis de Gibraltar. 

### Pádel
Abierto de Pádel Tenis:
División 1:
- 2022: Álvaro Crespo y Adan Lobato[237]
- 2023: Steffan Cumbo y Guillermo Perez

División 2:
- 2022: Dylan Casciaro y Frank Warwick[237]
- 2023: Frank Warwick e Ivan Gomez

División 3:
- 2023: Steffan Cardona y Henry Gerada

División femenina:
- 2023: Carla Brooks y Jasmine Reyes
- 2023 Torneo de promoción: Kelly Baker/Michelle Chaury[238]

Torneo de Maestros de Gibraltar:
Masculino
- 2023: James Taylor/Guillermo Perez[239]

Femenino
- 2023: Sara Furest /Esther Vellez[239]

### Tenis de mesa
El tenis de mesa en Gibraltar está administrado por la Asociación de Tenis de Mesa de Gibraltar (GTTA). Presidente de la GTTA durante 2019 Joe Martinez. En 2014 Recibieron el apoyo logístico de Michael Fox desde Table Tennis England con la intención de ayudar a establecer las bases para la formalización de la asociación.
Presidente en 2022: Joe Martinez
- 1991 Heinneken Open: Barry Miesel[241] 3 - 1 José Acevedo
- Abierto de 1991: 
  - Dobles mixto: Joe Martinez / Ying King
  - Masculino: José Acevedo  3 - 1  Barry Miesel
- 1992 Gibraltar Open: Michael Puertas[242]
- Abierto de 2018: Fiodor Veresciaka - Paul Camilleri (masculino)[243]
- Abierto de 2018: Alexandra Zlatea - Jo Osborne (femenino)
- The Caleta Hotel Invitacional 2018: Fiodor Veresciaka - Danny Garcia[244]
- The Caleta Hotel Invitacional 2018: Alexandra Zlatea - Natalia Cassaglia
- Basewell Championships: Pepe Requena Shield (individuales), 
  - 2020: Jack Antony, Jacks / Veresciaka[245][246]
  - 2021: Jack Antony, Fiodor Versciaka / John Jacks[245]
  - 2022: Jack Antony, Jack Antony / Jason Floyd[245]
- Basewell Plate Trophy:
  - 2021: Joe Martinez
  - 2022: Roy Pearce[245]
- GTTA League Division 1:
  - 2015: Participantes: 101, RJ, Ullgers Chambers, MJ.
  - 2020: Fresh4U[247]
- GTTA League Division 2: 
  - 2015: Participantes: Kingston Warriors, Goran's, Leader, Legally Blonde, Winners, Terminators.
- Basewell Singles League 1
  - 2022: Paul Camilleri[248]
- Basewell Singles League 2
  - 2021: A. Nagrani[245]
  - 2022: J. Novonty[249]
- Basewell Singles League 3
  - 2022: J. Olivero[250]

## Deportes acuáticos
El remo es un deporte de larga tradición en Gibraltar. En 1975 se formó la Asociación Amateur de Remo de Gibraltar (GARA) que se encarga de la administración y promoción del deporte. El peñón cuenta con dos clubes centenarios, el Calpe Rowing Club (1876) y el Mediterranean Rowing Club (1899), que junto al Royal Gibraltar Yatch Club (1829) participan en las competiciones locales.
- 2021 Merchant's Challenge Cup: Mediterranean Rowing Club[251]
- 1921 Porral Challenge Cup: Mediterranean Rowing Club[251]
- King's Cup: 
  - 1931: Alexander Godley (en Maglona)[252]
  - 2021: Charlie Lavarello (en Nemesis)[253]
- 1991 Scarello Challenge Cup: Calpe Rowing Club (regata)
- 2021 Ocean Race 2: Pablo Villar (en Emendek)
- 2021 Ocean Race series: Pablo Villar (en Emendek)
- 2021 Rogers Cup: Charlie Lavarello (en Nemesis)
- 2023 Regatta Weekend: Charlie Lavarello (en Nemesis)[254]
- 2023 Carrara Trophy: Nick Cruz (en Eos)
- Competencia de remo:
  - 2019: Mediterranean RC
- Carrera Gibraltar-Marruecos:
  - 2006 V: Allan McCashin (en Bombay Sapphire, vela), Stephen Olivares (en Liskana, a motor)

La natación está a Asociación Amateur de Natación de Gibraltar (GASA). El waterpolo es un deporte practicado en Gibraltar desde el siglo XIX. GASA patrocina al Tarik Waterpolo Gibraltar, un club de waterpolo que juega desde 2003 en la Liga Andaluza de Waterpolo.
- GASA Endurance Swim: (2 km) Colin Bensadon 13 veces campeón. 
  - 2015: Cancelado luego de 50 minutos.[255]
  - 2019: Cancelado.[256]
  - 2020: Jordan Gonzales (25:00), Rachel Sanders (femenino: 27:37)[257]
  - 2021: Matt Savitz (26:50), Asia Kent (femenino: 27:54)[258][259]
  - 2022: Asia Kent (26:17), Merrick Kent (masculino 27:02)[260]
  - 2023: Christian Chang-Chipolina (23:34), Fatima Souissi Ayuso (femenino: 26:40)[261]
- Round The Rock Swim (11.4 km)

## Tiro
Gibraltar cuenta con la Asociación de tiro al blanco de Gibraltar (Gibratar Target Shooting Association - GTSA) y la  Asociación de tiro al plato de Gibraltar (Gibraltar Clay Target Shooting Association - GCTSA). Además cuenta con la Asociación de tiro con pistola de Gibraltar (Gibraltar Pistol Shooting Association - GPSA). Estas tres organizaciones son miembros de la Federación de Tiro de Gibraltar (GSF).
- Copa Ayuntamiento de Comillas (España) 1964: Sargento D. Day (Gibraltar, Tiro al plato)

## Ciclismo
El ciclismo en Gibraltar es un deporte popular, especialmente entre los triatletas. La Asociación de Ciclismo de Gibraltar (GCA) es el organismo rector de este deporte en el peñón.
Anualmente acoge la etapa final de la Carrera a Través de Europa (The Race Across Europa) una carrera de resistencia que se corre por 12 días consecutivos, empieza en Boulogne-sur-Mer (Francia), pasa por Alemania, Austria, Italia, Eslovenia, España, y finalmente termina en Gibraltar. La ruta completa cuenta con 4721 km, pasa dos veces por los Alpes y una por los Pirineos, su punto más alto es Colle dell’Agnello a 1763 m.

## Otros deportes
Algunos deportes que se practicaron ocasionalmente en El Peñón, o que han dejado de practicarse hace mucho tiempo y que tienen pocas o nulas posibilidades de volver a ser practicados por cuestiones de infraestructura son:

### Boxeo y artes marciales
En 2021 Gibraltar acogió Rumble on the Rock, la revencha de la primera pelea entre Alexander Povetkin y Dillian Whyte.
El luchador de artes marciales mixtas Leeroy Ruiz es gibraltareño.

### Bowling
La Asociación de Bolos de Gibraltar (Gibraltar Ten-pin Bowling Association - GTBA) es la encargada de administrar el deporte.
Liga:
- 2021-22: Wigs

Copa:
- 2021-22: Soplit Personalities

Torneo de plata:
- 2021-22: The Unknown

Torneo de Maestros de Gibraltar:
- 2023: Jayce Webber

Memorial Cup:
- 2023: The Alley Cats[263]

### Béisbol
Fue practicado por los militares estadounidenses que se encontraban de visita aproximadamente entre 1918 y 1919.

### Polo
- 1927-28 Gibraltar Garrison Polo Cup: 2nd Battalion The East Surrey Regiment[264]